# Baluchistan
Baluchistan, Belutsjistan eller Beluchistan (baluchiska/pashto/urdu:  بلوچِستان, Balōčistān) är en av Pakistans fyra provinser. På andra sidan gränsen i Iran finns den iranska delen av den historiska provinsen Baluchistan. Den iranska provinsen kallas Sistan och Baluchistan. 
Till ytan är Baluchistan den största av Pakistans provinser och mäter 347 190 km², men har samtidigt landets minsta befolkning, vilken uppgick till 13,2 miljoner år 2011. Territoriet är till stor del bergigt med mycket lite nederbörd.
Huvudstad är Quetta, belägen i den mest tätbefolkade regionen i nordväst, i en dal nära gränsen mot Afghanistan och vid den viktiga vägen mot Kandahar.

## Historia
Arkeologiska fynd har visat att de tidigaste bosättningarna av jordbrukare i Sydasien fanns i Baluchistan vid omkr. 6500 f.Kr. Dessa bosättningar har fått namnet Mehrgarh. Så sent som under 1950-talet behärskades ett par områden vid kusten av Oman, däribland staden Gwadar. Araberna trängde in i Baluchistan omkring 664 e. Kr., under Muawiyas kalifat. Historien är inte helt klar, men folkstammar från dagens Iran verkar under 1100-talet från Kirman ha rört sig öster och omkring 1200 trängt in i dagens Baluchistan och blandat sig med den ursprungliga befolkningen. 
Ungefär vid mitten av 1600-talet växte en statlig enhet, Brahoi, fram. Den egentlige grundaren av Brahois maktställning var under början av 1700-talet Mir Abdallah, som lade under sig även västra och södra Baluchistan. Omkring år 1800 började Brahoiväldets maktställning försvagas. Den dåvarande härskaren Mihrab hade svåra inrikesproblem att tampas med. Under britternas krig mot Afghanistan 1838 råkade även Baluchistan i krig med britterna, som ryckte in i landet och stormade Kalát 1839, varvid Mihrab omkom. 1841 erkändes hans son Nasir kan II som härskare, men han tvingades dock till eftergifter mot britterna, och fick 1843 ge upp Sindh samt 1849 Punjab, och tvingades 1854 att erkänna britternas överhöghet över sitt område. Hans bror Mir Chudada ställde sig 1876 under brittiskt beskydd och förpliktade sig att i sin politik ta hänsyn till britternas önskemål, och en brittisk militärstation förlades vid gränsen. År 1879 lades norra Baluchistan under Brittiska Indien, och 1887 överfördes ytterligare områden dit.
Baluchistan i Iran blev av med landet år 1870. Baluchistanska nationalister gjorde i samband med den Indiska självständigheten ett försök att utropa en självständig stat, men upproret slogs ned med militär den 27 mars 1948.
Balucherna som utgjorde huvuddelen av befolkningen var nomader. Under 1970-talet startade den iranska shahen Mohammad Reza Pahlavi omfattande program för kolonisering och ekonomisk utveckling, bland annat anlades flera dammar och kraftverk. Nya oroligheter från baluchistanska nationalister startade i samband med shahens fall 1979.

## Befolkning
Större delen av befolkningen utgörs av balucher, som talar baluchiska. Den största etniska minoriteten är pashtunerna. Andra språk som talas i Baluchistan är brahui och persiska.
Balucherna anses ursprungligen härstamma från nuvarande Syrienområdet, där de levde cirka 3000 f.Kr. Av okänd anledning lämnade de området och flydde till södra Iran. De baluchiska stammarna tros ha trängt undan pashtuner med flera folk i nuvarande Baluchistan omkring år 1000. Därifrån har de spridits till flera andra länder som Iran, Kenya, Uganda, Tanzania, Pakistan, Afghanistan, Indien och Förenade arabemiraten.

## Geografi
Provinsen Baluchistan är indelat i distrikt enligt följande:

## Galleri

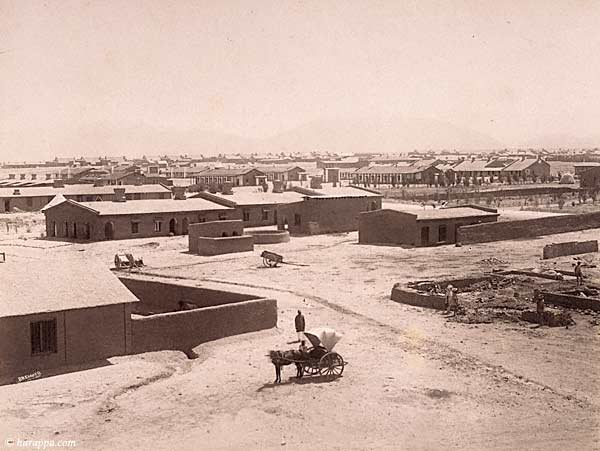
Baluchistans provinshuvudstad Quettas militärdistrikt fotat 1889 av Fred Bremner.
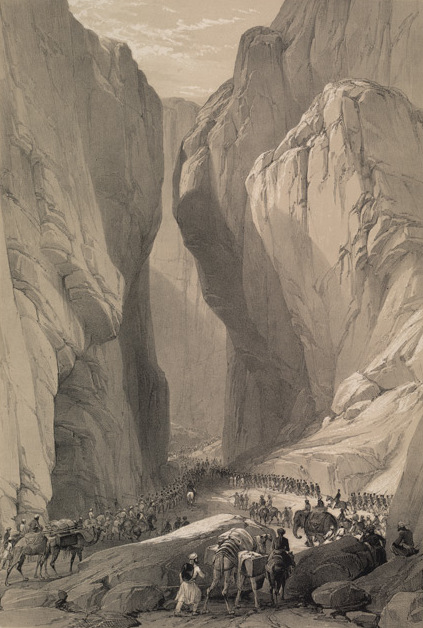
En historisk målning av Bolanpasset i Baluchistan.
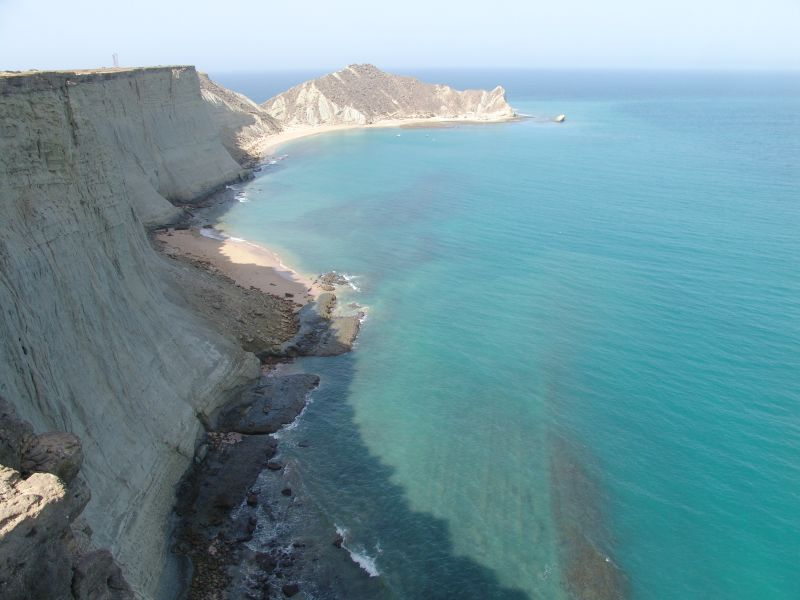
Astola Island, som tillhör Gwadardistriktet i Baluchistan.
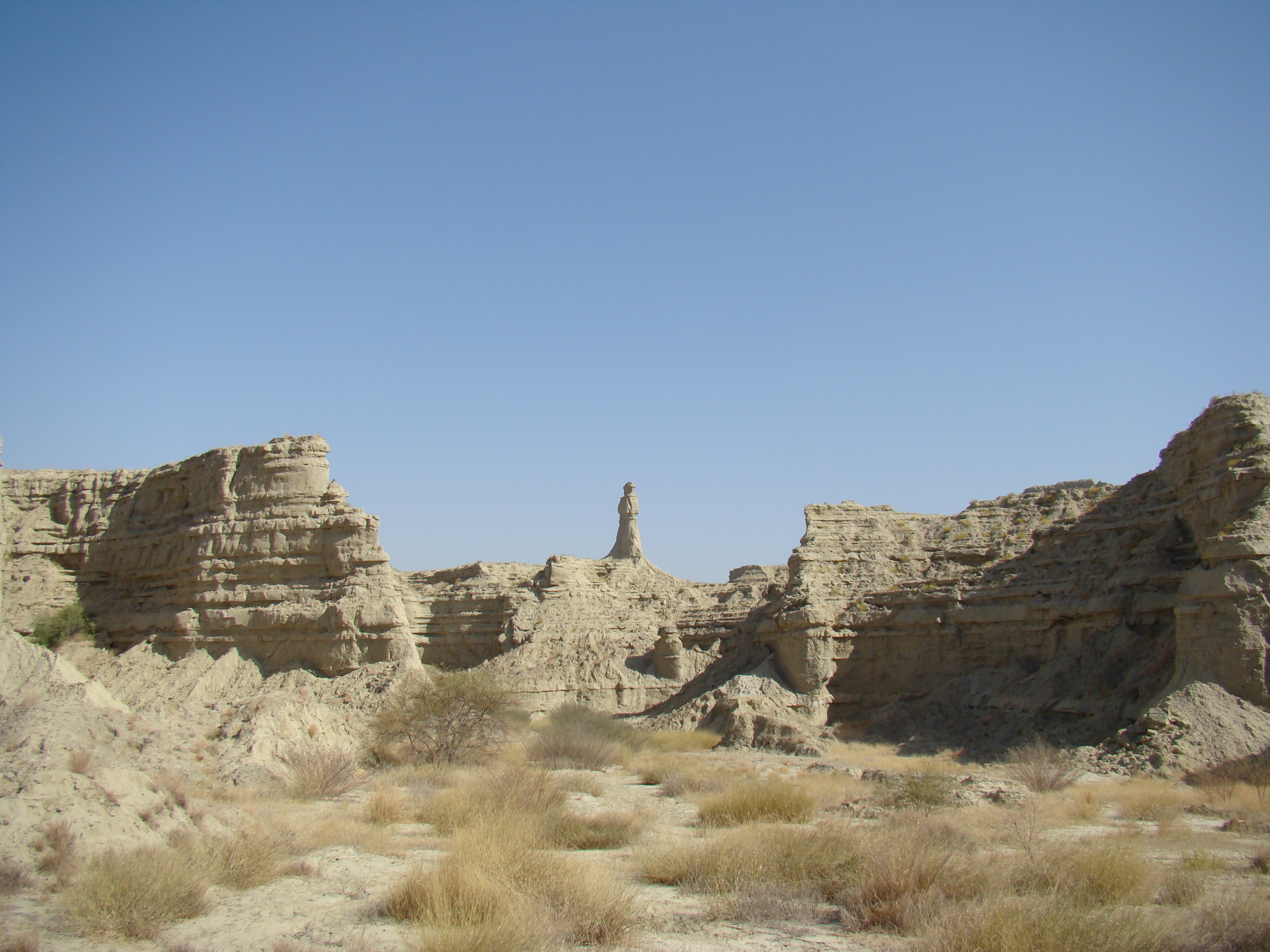
Bergsformationen Princess of Hope vid Buzipassagen längs med  i Baluchistans sydkust.
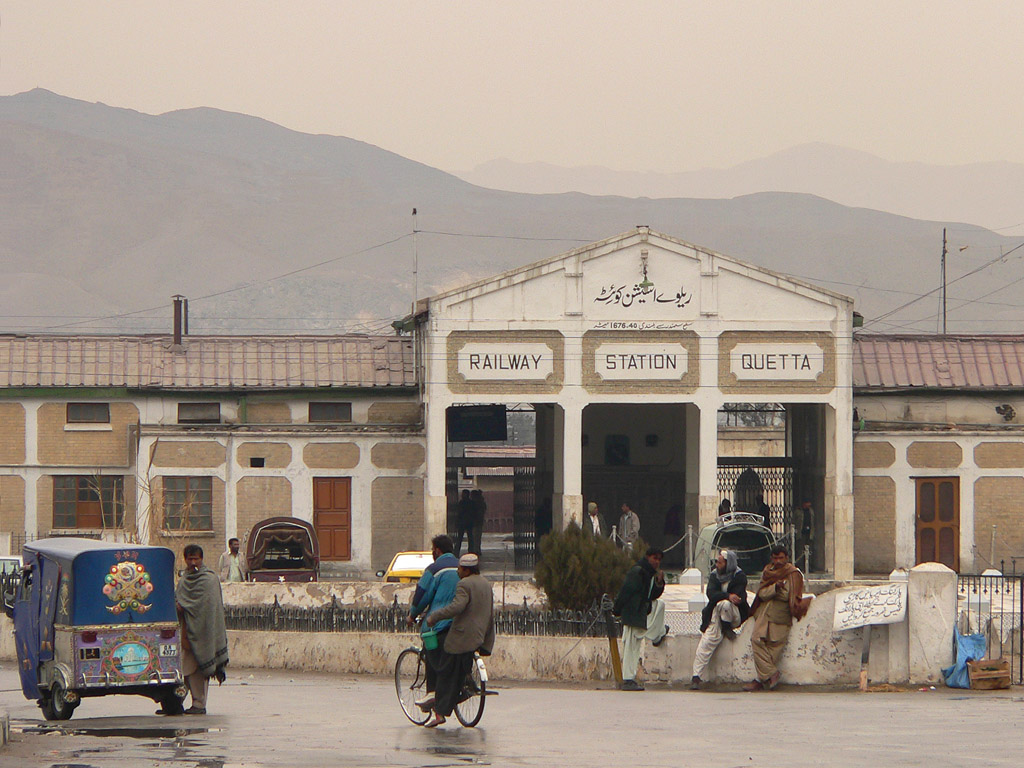
Quettas järnvägsstation.
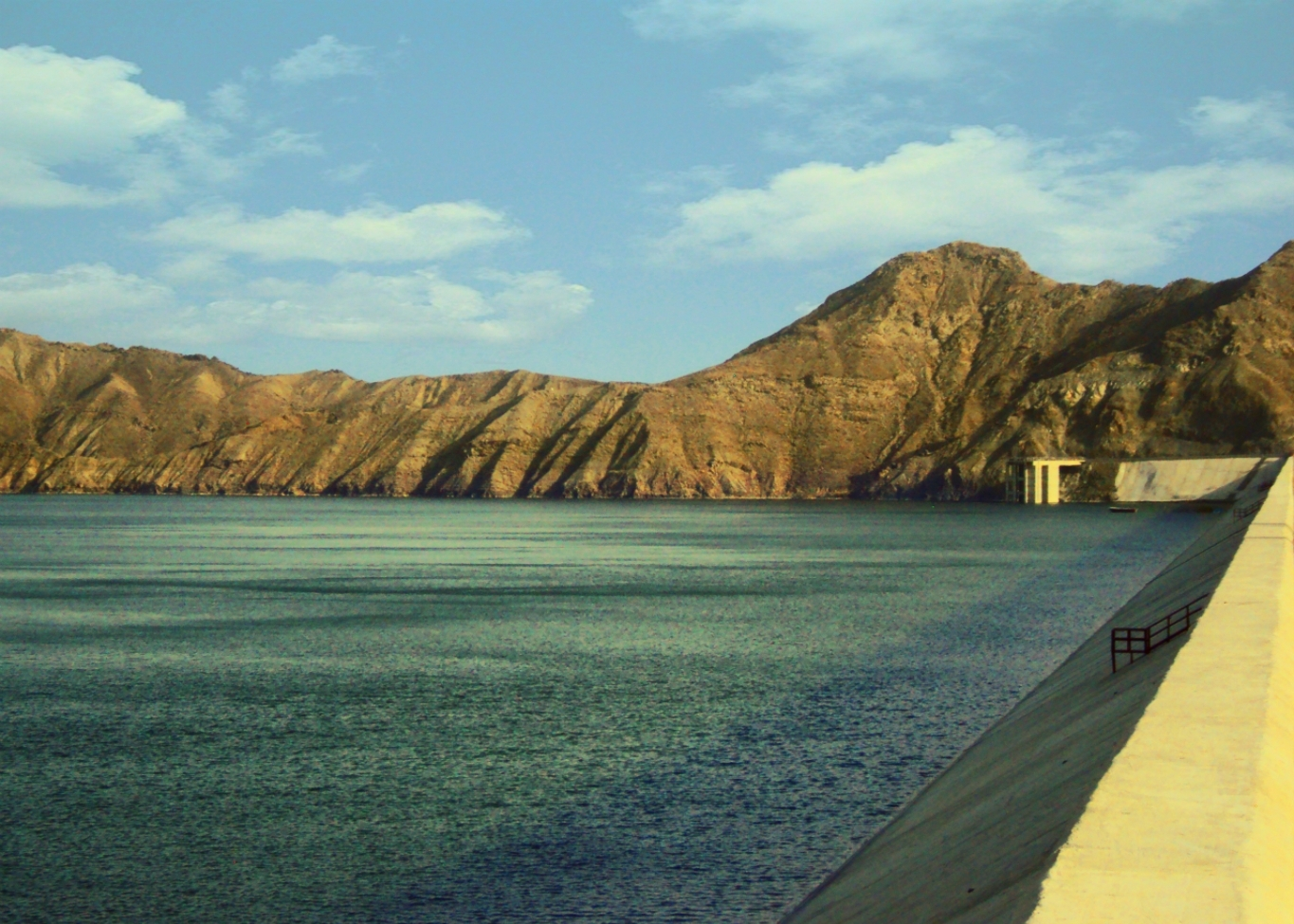
Miranidammen vid floden Dasht.